# ザ・マスタープラン (曲)
「ザ・マスタープラン」(The Masterplan) はイギリスのロックバンド、オアシスの楽曲である。シングル『ワンダーウォール』に収録された。

## 概要
シングル『ワンダーウォール』のB面に収録されたが、オアシスの中でも屈指の人気を誇る。またB面集『ザ・マスタープラン』、写真家ケヴィン・カミンズによる写真集『オアシス　ザ・マスタープラン』の題名の由来ともなった。ベスト盤『ストップ・ザ・クロックス』にも収録されている。ノエルはNMEのインタビューで本作を「自分が書いた曲で最高の曲の一つ」だと言っている。
ノエルがベースとリード・ボーカルを担当しており、リアム・ギャラガーとポール・マッギーガンは参加していない。また編曲はノエルとニック・イングマンが担当している。
歌詞について、『ストップ・ザ・クロックス』のライナーノーツでノエルは「この曲は君の人生を要約している」と述べている。
また最後にはビートルズの「オクトパス・ガーデン」の歌詞が聞こえる。

## ミュージック・ビデオ
オアシス唯一の全編アニメーションで構成されたビデオ。画風はローレンス・スティーヴン・ラウリーをもとにしている。またノエルは彼を再評価すべきだと語っている。2023年には、『マスタープラン』の発売25周年を記念してHDリマスター化された。